# František Vaňák
František Vaňák (ur. 28 czerwca 1916 w Hvozd; zm. 14 września 1991 w Městie Albrechticach) – czeski duchowny katolicki, arcybiskup ołomuniecki w latach 1989–1991.
Święcenia kapłańskie otrzymał 5 lipca 1941 r. Przez wiele lat pracował w Rýmařovie. W latach 1961–1973 był kandydatem na arcybiskupa ołomunieckiego, ale nominację blokowały władze komunistyczne. 26 lipca 1989 r. został administratorem diecezji ołomunieckiej, a po upadku systemu komunistycznego arcybiskupem ołomunieckim. Odnowił gimnazjum w Kromieryżu i seminarium duchowne w Ołomuńcu. Został pochowany na Świętym Hostýnie.

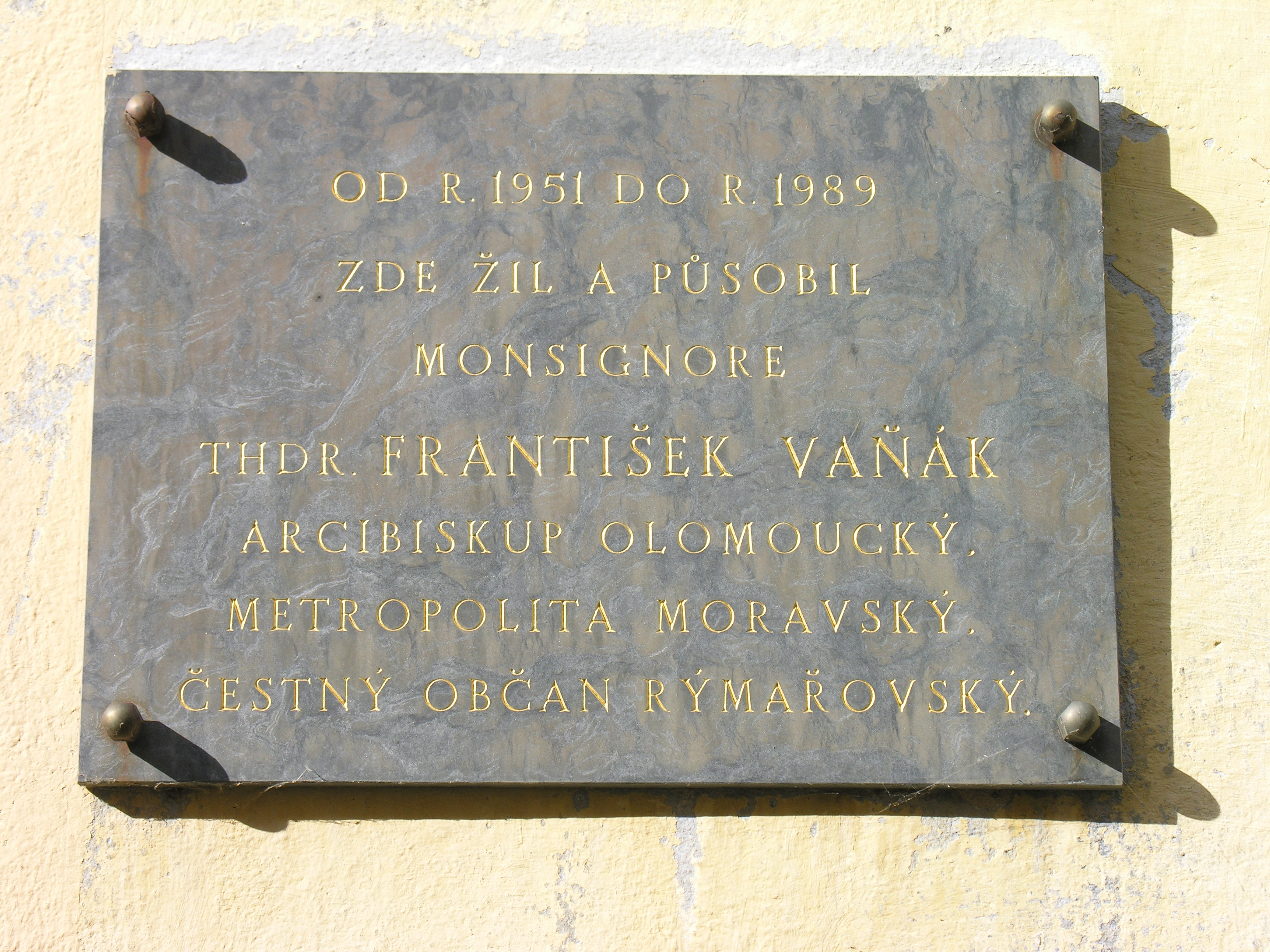
Tablica pamiątkowa ku czci arcybiskupa ołomunieckiego Františka Vaňáka w Rýmařovie